# Sammy Lee (piłkarz)
Sammy Lee (ur. 7 lutego 1959 w Liverpoolu) – angielski piłkarz, grający na pozycji pomocnika. Występował między innymi w Liverpoolu. W 2007 roku był trenerem drużyny Bolton Wanderers. Od maja 2008 roku do czerwca 2011 roku był asystentem trenera Liverpoolu FC, najpierw Rafaela Beníteza, a potem Kenny’ego Dalglisha.